# Enno von Conring
Enno Wilhelm Ferdinand von Conring (* 17. Mai 1829 in Zachow, Provinz Pommern; † 28. Mai 1886 in Wiesbaden) war ein preußischer Generalmajor.

## Leben

### Herkunft
Enno war ein Sohn des Gutsbesitzers Justus von Conring (1792–1880) und dessen Ehefrau Karoline, geborene von der Lühe (1801–1883). Der preußische Generalleutnant Gustav von Conring (1825–1898) war sein älterer Bruder.

### Militärkarriere
Nach dem Besuch der Militär-Bildungsanstalt in Schwerin trat Conring am 9. April 1848 als Portepeefähnrich in das Grenadier-Garde-Bataillon des Mecklenburg-Schweriner Truppenkontingents ein und nahm im Jahr darauf während der Niederschlagung der Badischen Revolution an den Gefechten bei Waldmichelbach und Ladenburg teil. Bis Anfang April 1856 avancierte er zum Premierleutnant und absolvierte ab Oktober 1857 für drei Jahre die Preußische Kriegsakademie in Berlin, die ihm die Qualifikation für den Generalstab aussprach. Von Mitte September 1861 bis Ende März 1866 war Conring als Hauptmann und Generalstabsoffizier tätig und kehrte anschließend mit der Ernennung zum Kompaniechef im 2. Infanterie-Regiment in den Truppendienst zurück. In dieser Eigenschaft nahm er 1866 bei der Mainarmee am Deutschen Krieg teil. Nach dem Krieg wurde er am 22. September 1867 zum Flügeladjutanten des Großherzogs von Mecklenburg-Schwerin ernannt und am 10. Oktober 1868 unter Belassung in seiner Stellung und der Beförderung zum Major in den Verband der Preußischen Armee übernommen.

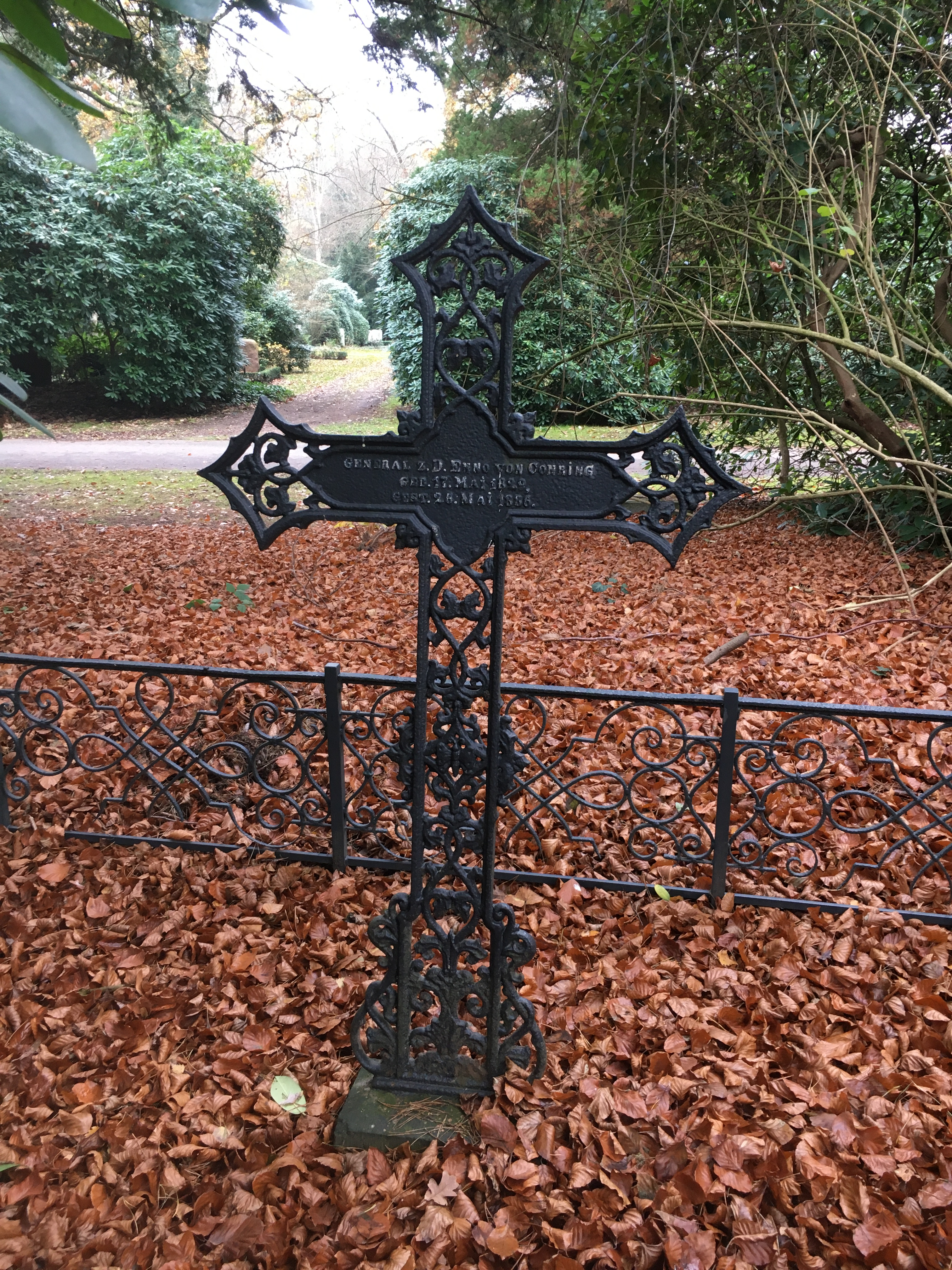
Gusseisernes Kreuz in der Familiengrabstätte von Marcard auf dem Friedhof Ohlsdorf

In dieser Eigenschaft diente Conring Friedrich Franz II. zu Beginn des Deutsch-Französischer Krieg während der Belagerung von Metz, bis er am 15. September 1870 zum Kommandeur des I. Bataillons im 6. Thüringischen Infanterie-Regiment Nr. 95 ernannt wurde. Während der Belagerung von Paris und der Schlacht von Orléans führte er das Regiment vom 27. Oktober bis zum 21. Dezember 1870. Ausgezeichnet mit beiden Klassen des Eisernen Kreuzes sowie des Mecklenburgischen Militärverdienstkreuzes wurde Conring nach dem Friedensschluss am 24. Juni 1871 als Kommandeur des II. Bataillons in das Königin Elisabeth Garde-Grenadier-Regiment Nr. 3 versetzt. Am 8. Juni 1876 erhielt er das Kommando über das Füsilier-Bataillon und stieg bis Ende März 1876 zum Oberst auf. Daran schloss sich am 18. Mai 1876 seine Ernennung zum Kommandeur des 1. Hessischen Infanterie-Regiments Nr. 81 in Frankfurt am Main an. In dieser Stellung wurde ihm anlässlich des Ordensfestes im Januar 1878 der Rote Adlerorden III. Klasse mit Schleife verliehen und sein Regimentschef Großherzog Ludwig IV. würdigte ihn durch die Verleihung des Ritterkreuzes I. Klasse des Ludwigsordens sowie des Komturkreuzes II. Klasse des Philippsordens.
Nach den Herbstübungen 1880 erkrankte Conring an einem Nervenleiden. Da nach zwei längeren Kuraufenthalten keine Besserung eintrat, wurde er am 10. Januar 1882 mit seiner Regimentsuniform zunächst zu den Offizieren von der Armee versetzt und am 2. September 1882 unter Verleihung des Charakters als Generalmajor mit Pension zur Disposition gestellt.
Enno von Conring wurde in der Grabstätte der Familie von Marcard auf dem Friedhof Ohlsdorf im Planquadrat V 12 beigesetzt.

### Familie
Conring verheiratete sich am 4. Januar 1872 in Hamburg mit Angelica de los Angelos Störzel (1850–1919). Aus der Ehe gingen folgende Kinder hervor:
- Friedrich Franz (1873–1965), Schriftsteller ⚭ 1902 Maude Bryce
- Maria (* 1874) ⚭ 1896 Ferdinand Freiherr von Wrede (* 1852), preußischer Rittmeister a. D.[3]
- Carmen (1875–1959) ⚭ 1900 Wilhelm von Marcard (1866–1940), preußischer Oberstleutnant. Die Ehe wurde im März 1906 wieder geschieden.[4]